# Heliotropium khyberanum
Heliotropium khyberanum är en strävbladig växtart som beskrevs av K. H. Rechinger och Riedl. Heliotropium khyberanum ingår i Heliotropsläktet som ingår i familjen strävbladiga växter. Inga underarter finns listade i Catalogue of Life.